# マッキーン・レールモーター

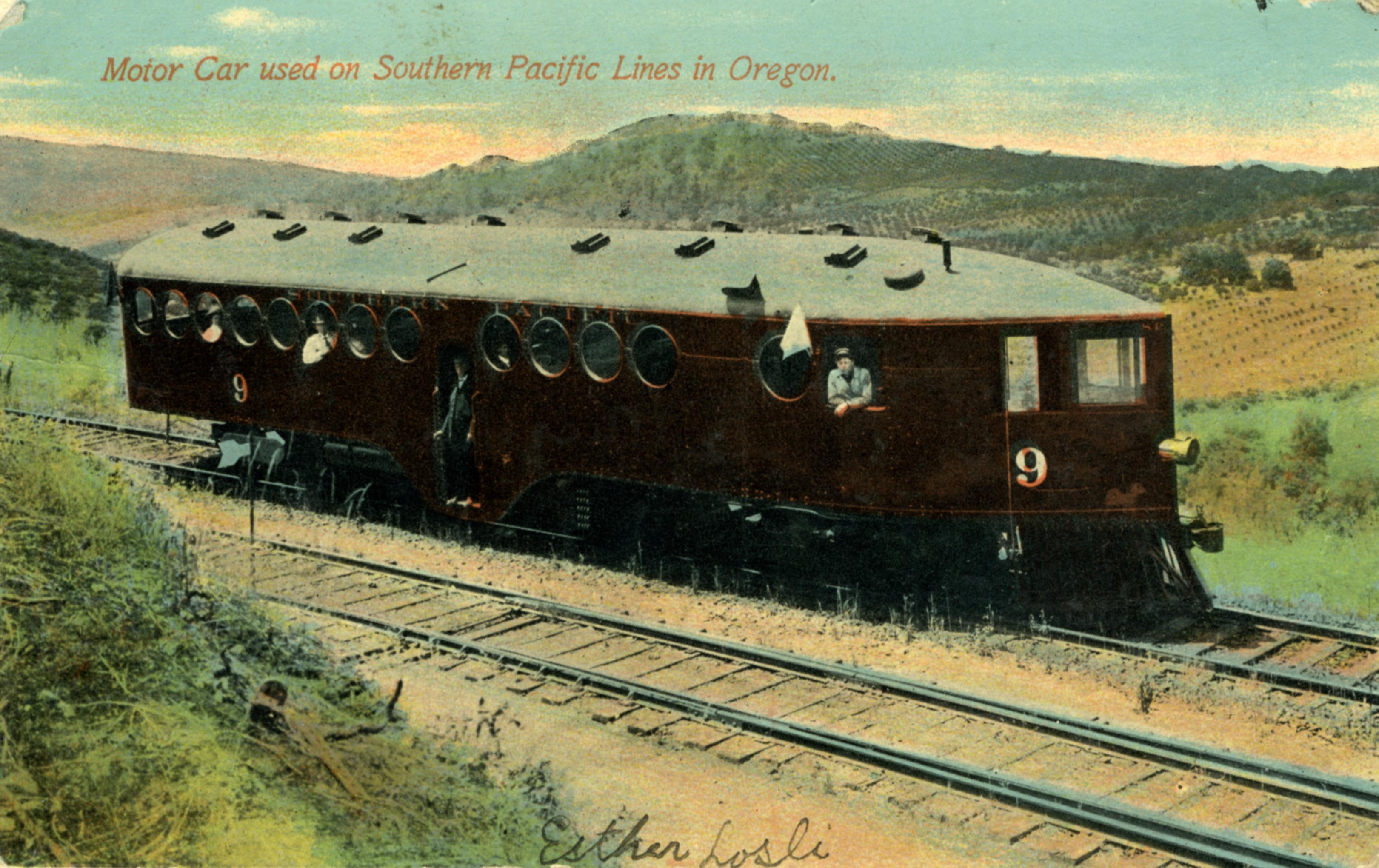
サザン・パシフィック鉄道のマッキーン・レールモーター

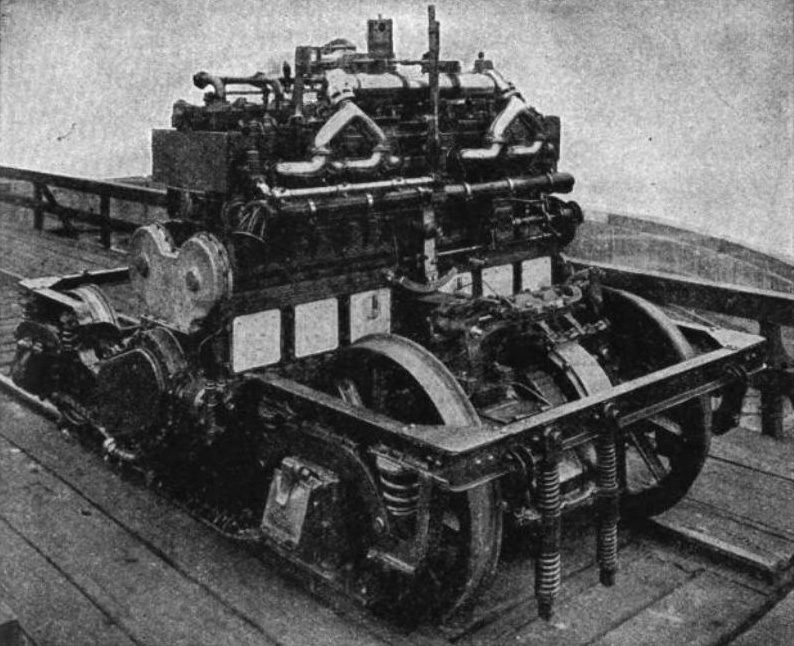
機関と走行装置が一体化された動力台車、機関は回転軸が車軸と平行に配置

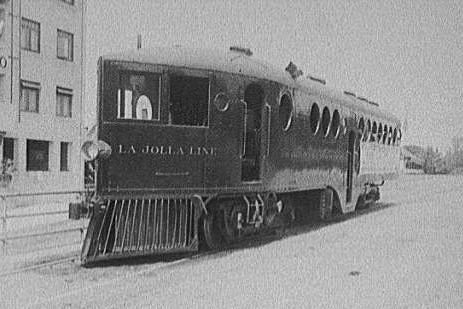
サンディエゴのマッキーン・レールモーター

マッキーン・レールモーターは、アメリカ合衆国のマッキーン・モーターカーで1905年から1917年に製造された最初期の気動車。

## 概要
ユニオン・パシフィック鉄道によって1904年に輸送量の少ない路線で運行経費のかからない旅客車両の開発を打診されたウィリアム・マッキーン (William McKeen) は当時、最先端の内燃機関を搭載した鉄道車両を開発した。エドワード・ヘンリー・ハリマンと密接に協力してユニオン・パシフィック鉄道やサザン・パシフィック鉄道へ1905年から1917年に150輌以上の気動車を生産した。
片側が尖った流線型で丸窓を備え、コイルばねの緩衝装置、全鋼製の流線型の車体、鋼製台枠、船舶用ガソリンエンジンを備えた当時としては最先端の車両で、50社以上の鉄道会社で運行され、アメリカ合衆国のみならず、オーストラリアにも輸出された。
台車はマキシマム・トラクション台車でエンジンは車軸と平行に配置され、船舶用を流用したエンジンと駆動系の信頼性が低く、1905年の製造時のスタンダード・モーター・コンストラクション製のエンジンは100馬力で1907年に200から300馬力のエンジンに換装されたものの、このエンジンはそれほど良くなかった。そのため後年、より優れたガソリンエンジンやディーゼル・エレクトリック方式に換装された。
製造に使用された工場はユニオン・パシフィック鉄道の資産で1905年から1917年までウィリアム・マッキーンはそこを間借りしていた。1917年にウィリアム・マッキーンが離れた後、資産はユニオン・パシフィックが引き継ぎ、10年後に残存部品で2輌が製造された。
蒸気動力の鉄道車両よりも経済的な運行をもたらすように設計され、ガソリンエンジンを備えた車輌が多くの小規模な鉄道会社や大鉄道会社の支線で使用され、アラン・フォレット (Alan Follett) によればマッキーンレールカーの1輌は1920年代末にガス・エレクトリック方式に改修された。
製造当初、マッキーンの車両は逆転機を備えず、後退が必要な時にはエンジンを停止してカムシャフトを後退の方向へ動かしてから再始動した。この機構は誤作動が多発したので大半の鉄道会社では独自の逆転機構を導入した。
マッキーンの原型車輌はガソリン式で登場当時ガソリン自動車の台数は少なく、燃料費は廉価だったが、1917年にアナーバー鉄道では灯油での運転のために気化器を交換した。機関は直列6気筒で始動時には3気筒に圧縮空気を送り込み、残りの3気筒に回転数が十分に上がるまでの間、ガソリンを供給して始動した。
当初は当時の自動車と同様に前照灯にはアセチレン灯が用いられたものの、後に大半の車両が電気式の前照灯に換装された。機械式の変速機を備えた車両は複数の車両を連結して運行が困難だった。
ネバダ州鉄道博物館にヴァージニア・アンド・トラッキー鉄道22号車が保存される。

## ギャラリー

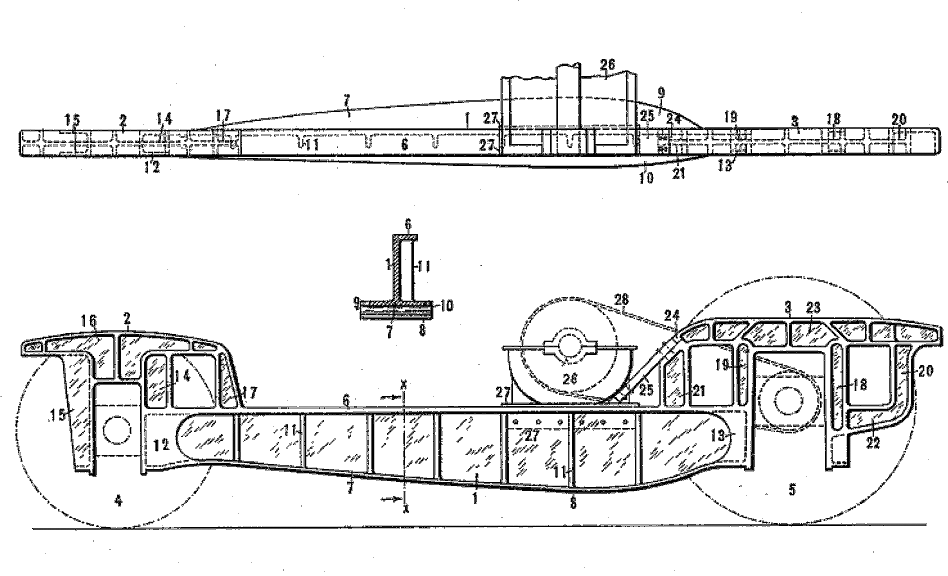
台車の構造 マキシマム・トラクション台車
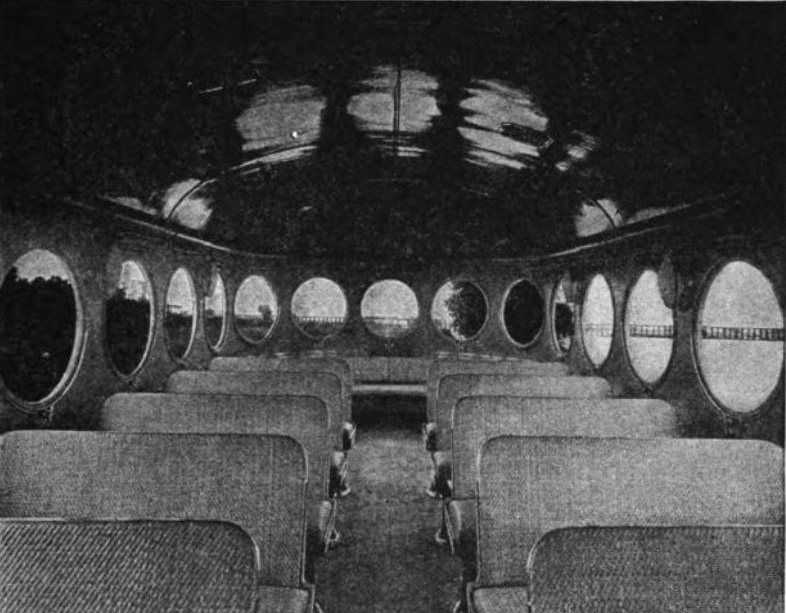
内装
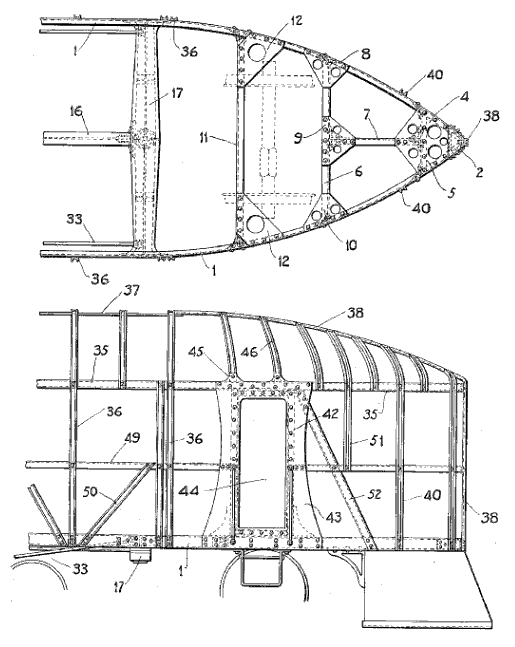
前頭部の構造
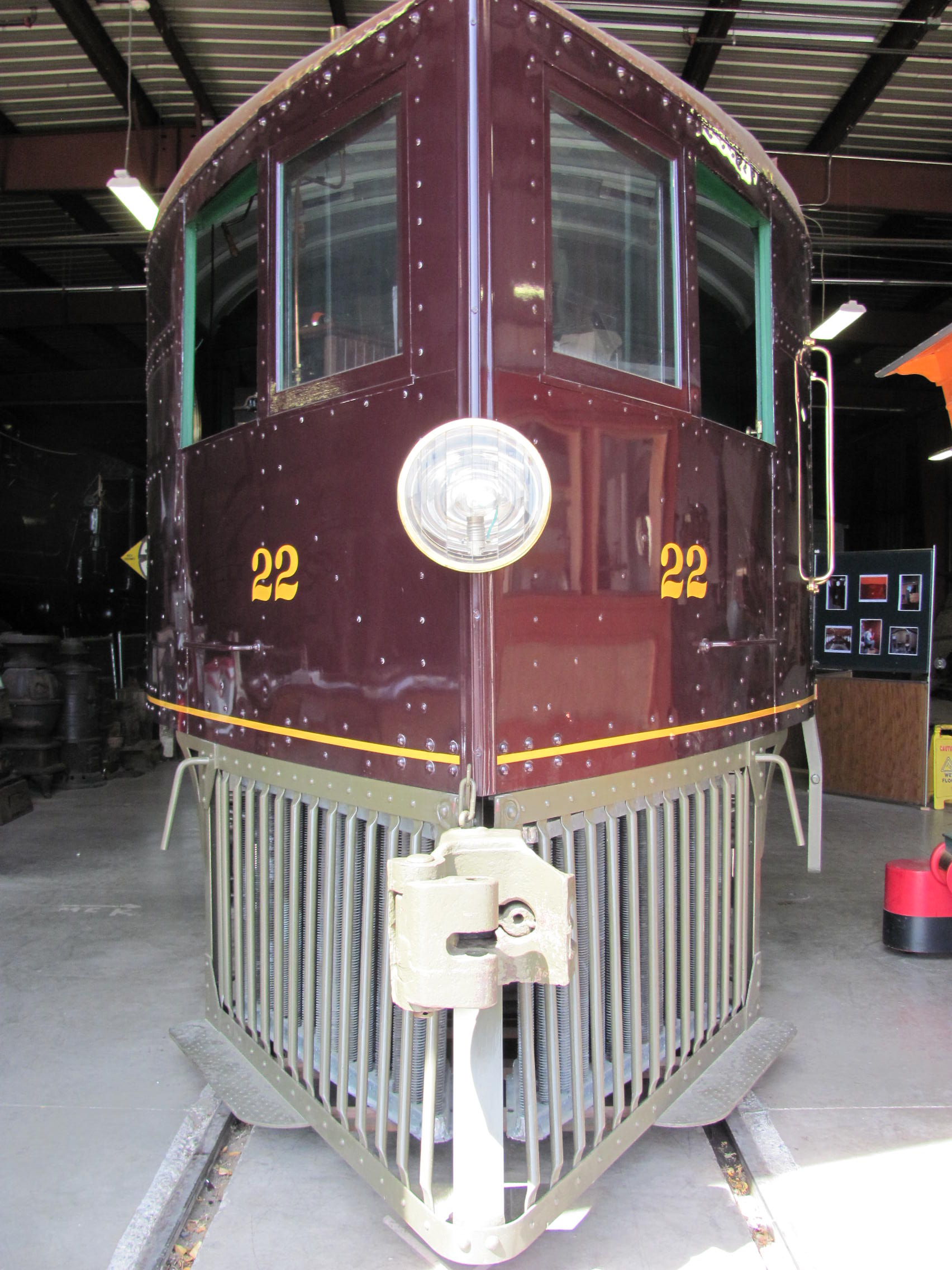
ネバダ州鉄道博物館で保存されるVirginia and Truckee鉄道22号車